# مارین‌کامپن
مارین‌کامپن (به هلندی: Marijenkampen) یک منطقهٔ مسکونی در هلند است که در استین‌ویکرلاند واقع شده‌است. مارین‌کامپن c٫۲۵۰ نفر جمعیت دارد.